# Carl Johan Anker
Carl Johan Anker (født 22. maj 1835 på faderens gods Storhamar i Vang, død 25. november 1903 i Kristiania) var en norsk officer og publicist, sønnesøn af Carsten Anker og søn af generalmajor Erik Theodor Christian Bernhard Anker (1785-1858) i hans ægteskab med den danske (senere norske) hofdame Betsy Sneedorff (1800-1875), datter af kontreadmiral H.C. Sneedorff. 
Anker blev officer 1855, var 1869-72 ordonnansofficer hos Carl XV, fra 1873 kammerherre hos Oscar II og avancerede som militær 1897 til oberstløjtnant. Anker indlagde sig et navn som forfatter af en stor mængde genealogiske, historiske og krigsvidenskabelige skrifter som Kontreadmiral H. C. Sneedorffs Personlighed og Virksomhed (1884), Biografiske Data om 330 norske Generalspersoner (1885), Norske Frivillige i de danske Forsvarskrige (1887), Nordmænd i udenlandske Krige efter 1814, I-II (1888-89), Prins Karl af Hessens Optegnelser (1893), Uddrag af diplomatiske Indberetninger om Unionens Forberedelse og Tilblivelse 1814 (1894), Fra svenske Arkiver om Unionens Forberedelse 1814 (1898) og Christian Frederik og Carsten Ankers Brevveksling (1901, 2. reviderte udgave 1904).